# Hans Geister
Hans Geister   (Hamborn, 28 de setembre de 1928 - Krefeld, 16 de maig de 2012) fou un atleta alemany, especialista en els 400 metres, que va competir durant la dècada de 1950.
El 1952 va prendre part en els Jocs Olímpics d'Estiu de Hèlsinki, on disputà dues proves del programa d'atletisme. Fent equip amb Günter Steines, Heinz Ulzheimer i Karl-Friedrich Haas guanyà la medalla de bronze en la prova dels 4x400 metres, mentre en els 400 metres quedà eliminat en semifinals.
En el seu palmarès destaca una medalla de plata en els 4x400 metres del Campionat d'Europa d'atletisme de 1954. Formà equip amb Helmut Drehen, Heinz Ulzheimer i Karl-Friedrich Haas. També guanyà cinc campionats nacionals, un dels 400 metres (1951) i quatre del 4x400 metres (1951, 1952, 1953 i 1955).

## Millors marques
- 100 metres. 10.5" (1951)
- 200 metres. 21.3" (1954)
- 400 metres. 46.7" (1952)[5]